# Dimeatus mirus
Dimeatus mirus is een zakpijpensoort uit de familie van de Dimeatidae. De wetenschappelijke naam van de soort werd in 1981 voor het eerst geldig gepubliceerd door het echtpaar Claude en Françoise Monniot.